# Percina copelandi
Percina copelandi är en fiskart som först beskrevs av David Starr Jordan, 1877.  Percina copelandi ingår i släktet Percina och familjen abborrfiskar. Inga underarter finns listade i Catalogue of Life.